# Napoleon Joseph Verheyen
Napoleon Joseph Verheyen (1807-1869) was administrateur-generaal van de Belgische Staatsveiligheid. 

## Levensloop
Verheyen werd doctor in de rechten aan de universiteit van Gent en hield in 1829 een openingsrede De contractu assecurationis contra incendium (Gent, drukker Van Ryckeghem, 1829).
In 1834 tekende hij in op de lijst van de onderschrijvers voor de financiering van de Vrije Universiteit Brussel.
Hij werd procureur des Konings in Antwerpen (1836-1842) en vervolgens procureur des Konings in Brussel.
In 1852 werd hij administrateur-generaal van de Staatsveiligheid, in opvolging van de afgezette Hody en bleef dit tot aan zijn dood in 1869. Hij werd opgevolgd door Victor Berden.